# Austrocarabodes sordidus
Austrocarabodes sordidus är en kvalsterart som först beskrevs av Balogh 1958.  Austrocarabodes sordidus ingår i släktet Austrocarabodes och familjen Carabodidae. Inga underarter finns listade.